# Каролина фон Насау-Узинген
Каролина Поликсена фон Насау-Узинген (на немски: Karoline Polyxena von Nassau-Usingen; * 4 април 1762, Бибрих; † 17 август 1823, дворец Румпенхайм, Офенбах) от фамилията Дом Насау (линия Насау-Саарбрюкен-Узинген), е принцеса от Насау-Узинген и чрез женитба ландграфиня на Хесен-Касел-Румпенхайм (1786 – 1823). Тя е прародител на съществуващата днес линия Хесен-Касел-Румпенхайм.

## Произход
Тя е дъщеря на княз Карл Вилхелм фон Насау-Узинген (1735 – 1803) и съпругата му графиня Каролина Фелицита фон Лайнинген-Дагсбург-Хайдесхайм (1734 – 1810), дъщеря на граф Кристиан Карл Райнхард фон Лайнинген-Дагсбург-Фалкенбург (1695 – 1766).

## Фамилия
Каролина се омъжва на 2 декември 1786 г. в Бибрих за ландграф Фридрих III фон Хесен-Касел-Румпенхайм (1747 – 1837). Те имат децата:
- Вилхелм (1787 – 1867), ландграф на Хесен-Касел-Румпенхайм, губернатор на Копенхаген

∞ 1810 за принцеса Луиза Шарлота Датска (1789 – 1864)
- Карл Фридрих (1789 – 1802)
- Фридрих Вилхелм (1790 – 1876), губернатор на Люксембург
- Лудвиг Карл (1791 – 1800)
- Георг Карл (1793 – 1881), губернатор на Магдебург и пруски генерал
- Луиза Каролина Мария Фридерика (1794 – 1881)

∞ 1833 граф Георг фон дер Декен (1787 – 1859), хановерски генерал на кавалерията
- Мария Вилхелмина Фредерика (1796 – 1880)

∞ 1817 за велик херцог Георг фон Мекленбург-Щрелиц (1779 – 1860)
- Августа Вилхелмина Луиза

∞ 1818 за Адолфус Фредерик, 1. Duke of Cambridge (1774 – 1850)